# Gymnochiromyia punctata
Gymnochiromyia punctata är en tvåvingeart som beskrevs av Ebejer 1996. Gymnochiromyia punctata ingår i släktet Gymnochiromyia och familjen gulflugor. Inga underarter finns listade i Catalogue of Life.